# Слоники листовые
Слоники листовые (лат. Phyllobius) — род жесткокрылых семейства долгоносиков.

## Экология
Личинки развиваются в почве, как исключение — сначала в распускающихся почках, а затем в почве. Жуки питаются листвой главным образом лиственных деревьев и кустарников, реже травянистыми растениями. В основном лесные. Многие виды вредят.

## Виды
Некоторые виды рода:
- Phyllobius arborator (Herbst, 1797)
- Phyllobius argentatus (Linnaeus, 1758) — Долгоносик серебристый [листовой золотистый]
- Phyllobius betulae (Bechstein & Scharfenberg, 1805)
- Phyllobius brevis Gyllenahl, 1834
- Phyllobius calcaratus (Scop]oli, 1763) — Слоник листовой побеговый черёмуховый
- Phyllobius canus Gyllenhal, 1834
- Phyllobius contemptus Schoenherr, 1832
- Phyllobius crassipes Motschulsky, 1860
- Phyllobius cylindricollis Gyllenhal, 1834
- Phyllobius fulvago Gyllenhal, 1834
- Phyllobius glaucus (Scopoli, 1763)
- Phyllobius incanus (Fabricius, 1792)
- Phyllobius jacobsoni Smirnov, 1913
- Phyllobius maculatus Tournier, 1880
- Phyllobius maculicornis Germar, 1824
- Phyllobius oblongus (Linnaeus, 1758) — Слоник листовой продолговатый
- Phyllobius parvulus Gredler, 1882
- Phyllobius pictus (Steven, 1829)
- Phyllobius piri (Linnaeus, 1758) — Слоник листовой грушевый
- Phyllobius schneideri J. Schilsky in Küster, 1911
- Phyllobius scutellaris Gyllenhal, 1834
- Phyllobius sinuatus (Fabricius, 1801)
- Phyllobius transsylvanicus Stierlin, 1894
- Phyllobius urticae Gyllenhal, 1834 — Долгоносик крапивный
- Phyllobius vespertilio Faust, 1884
- Phyllobius vespertinus (Fabricius, 1792)
- Phyllobius viridiaeris (Laicharting, 1781)
- Phyllobius viridicollis (Fabricius, 1792)